# Орсън Уелс
Джордж Орсън Уелс (на английски: George Orson Welles), известен като Орсън Уелс е американски актьор, сценарист, режисьор и продуцент, работил в киното, телевизията, радиото и театъра.  Отличава се с характерен глас и стил и въвежда много нови неща в драматичното изкуство. Той е също така и завършен илюзионист. Неговият филм „Гражданинът Кейн“ (1941) получава Оскар в категорията за най-добър оригинален сценарий и е считан за един от най-добрите филми за всички времена. През 2002 година Британският филмов институт го нарича най-добрият филмов режисьор за всички времена в листата си на 10-те най-добри. През 1999 година Американският филмов институт включва Уелс под номер 16 в класацията на най-големите мъжки звезди на класическото холивудско кино.

## Биография
Орсън е с леви убеждения и остава политически активен през целия си живот. През 1940-те заминава за Европа, по неговите собствени думи „заради свободата“, но по думите на други, за да избегне маккартизма. Обявява се против расизма и расовата дискриминация.
На 10 октомври 1985 година дава интервю в The Merv Griffin Show. Умира от инфаркт на миокарда два часа по-късно.

## Избрана филмография

### Режисьор
| Година | Филм                        | Оригинално заглавие        | Бележки               |
| ------ | --------------------------- | -------------------------- | --------------------- |
| 1941   | Гражданинът Кейн            | Citizen Kane               |                       |
| 1942   | Великолепните Амбърсън      | The Magnificent Ambersons  |                       |
| 1946   | Чужденецът                  | The Stranger               |                       |
| 1947   | Дамата от Шанхай            | The Lady from Shanghai     |                       |
| 1948   | Макбет                      | Macbeth                    |                       |
| 1951   | Отело                       | Othello                    |                       |
| 1955   | Мистър Аркадин              | Mr. Arkadin                |                       |
| 1958   | Допир до злото              | Touch of Evil              |                       |
| 1962   | Процесът                    | The Trial                  |                       |
| 1965   | Камбани в полунощ           | Falstaff                   |                       |
| 1968   | Безсмъртна история          | The Immortal Story         |                       |
| 1973   | Ф като фалшиво              | F for Fake                 | Документален          |
| 1973   | Как е заснет „Отело“        | Filming „Othello“          | Документален          |
| 2018   | От другата страна на вятъра | The Other Side of the Wind | Заснет през 1969-1976 |

### Като актьор частично
| Година | Филм                     | Оригинално заглавие          | Роля                         | Режисьор            |
| ------ | ------------------------ | ---------------------------- | ---------------------------- | ------------------- |
| 1941   | Гражданинът Кейн         | Citizen Kane                 | Чарлз Фостър Кейн            | Орсън Уелс          |
| 1947   | Дамата от Шанхай         | The Lady from Shanghai       | Майкъл О'Хара                | Орсън Уелс          |
| 1949   | Третият човек            | The Third Man                | Гари Лайм                    | Карол Рийд          |
| 1955   | Мистър Аркадин           | Mr. Arkadin                  | Григорий Аркадин             | Орсън Уелс          |
| 1958   | Допир до злото           | Touch of Evil                | Полицай Капитан Хенк Куинлен | Орсън Уелс          |
| 1959   | Натрапчив импулс         | Compulsion                   | Джонатан Уилк                | Ричард Флейшър      |
| 1962   | Процесът                 | The Trial                    | Алберт Хастлер               | Орсън Уелс          |
| 1963   | Ро.Го.Па.Г. (Изварата)   | Ro.Go.Pa.G. (La ricotta)     | Режисьорът                   | Пиер Паоло Пазолини |
| 1966   | Човек на всички времена  | A Man for All Seasons        | Кардинал Улси                | Фред Зинеман        |
| 1967   | Казино Роял              | Casino Royale                | Ле Шифр                      | Джон Хюстън         |
| 1970   | Параграф 22              | Catch-22                     | Бригаден Генерал Дридл       | Майк Никълс         |
| 1983   | История на света: Част I | History of the World, Part I | Разказвачът                  | Мел Брукс           |
| 1986   | Трансформърс: Филмът     | The Transformers: The Movie  | Уникрон                      | Нелсън Шин          |